# Луц, Джессика
Джессика Луц (англ. Jessica Lutz; род. 24 мая 1989, Таль, Санкт-Галлен) — американская и швейцарская хоккейная нападающая. В составе сборной Швейцарии по хоккею бронзовый призёр Олимпийских игр 2014 года. К матчам национальной сборной привлекается с 2012 года. В сезоне 2013/14 года на клубном уровне играла за «Ронин» в чемпионате KCIHL (США). Постоянно проживает в городе Роквилл, США.
Владеет английским и немецким языками. С раннего детства мечтала выступить на Олимпийских играх.